# Denkmalwesen in Baden
Das Denkmalwesen in Baden begann mit der amtlichen Erfassung der Altertümer und Kunstwerke in den 1840er Jahren. Diese Erfassung erfolgte nach einem Erlass von Großherzog Leopold an die Bezirksämter.

## Geschichte

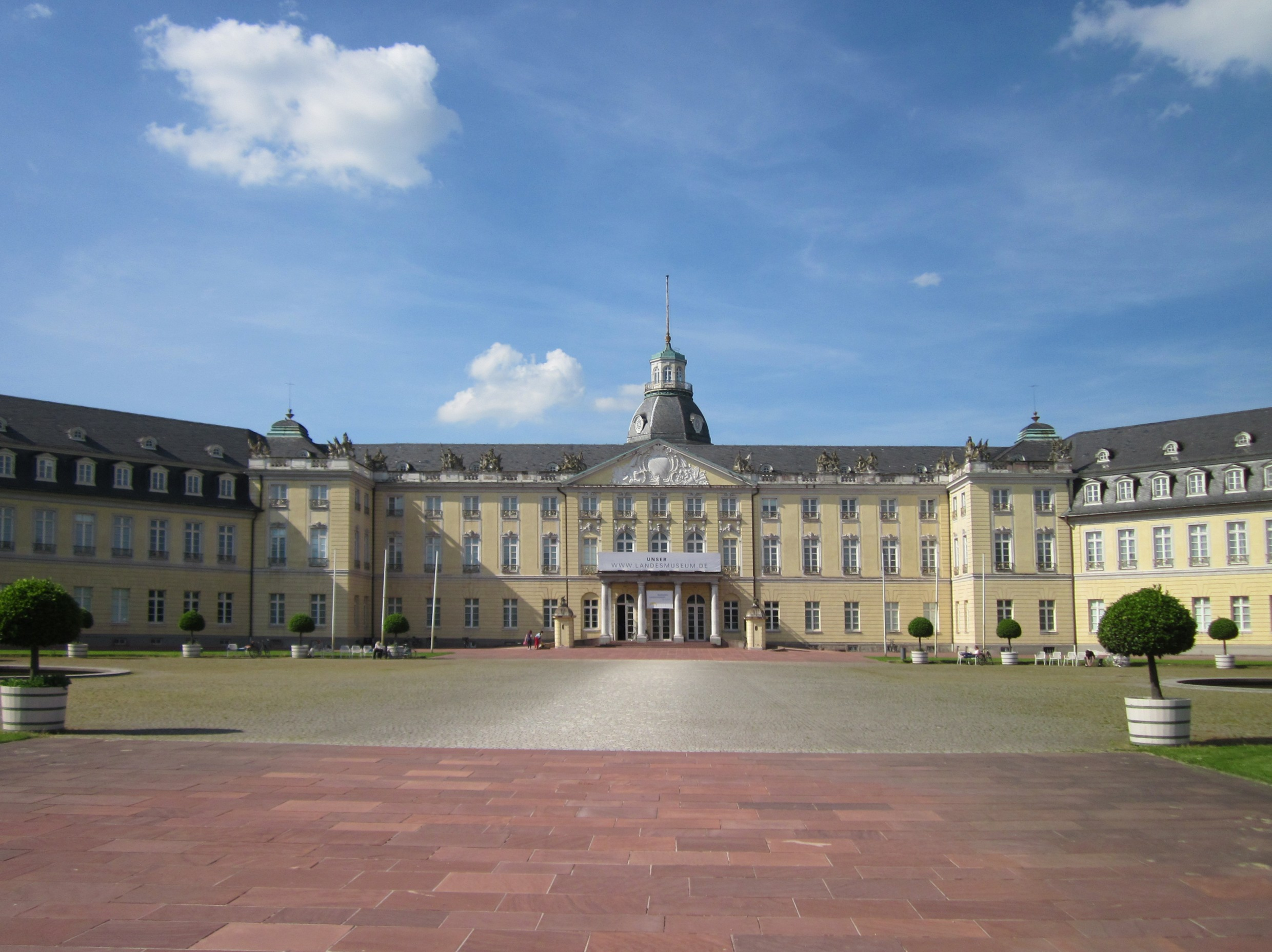
Badisches Landesmuseum im Karlsruher Schloss, erster Sitz des Badischen Landesamtes für Denkmalpflege

Im Jahre 1853 wurde im Großherzogtum Baden August von Bayer als erster Konservator der staatlichen Denkmalpflege eingesetzt.
Ernst Wagner, der seit 1875 Konservator der Kunstdenkmale und gleichzeitig Direktor der großherzoglichen Altertümersammlung in Karlsruhe war, gab 1911 das grundlegende archäologische Inventar Fundstätten und Funde aus vorgeschichtlicher, römischer und alamannisch-fränkischer Zeit im Großherzogtum Baden heraus.
Im Jahr 1934 wurde das Badische Landesamt für Denkmalpflege gegründet. Es wurde zunächst beim Badischen Landesmuseum angesiedelt und dessen Direktor Hans Rott übernahm zunächst die Leitung.
Das Badische Landesamt für Denkmalpflege brachte die Reihe Die Kunstdenkmäler Badens von 1933 bis 1967 heraus.
Nach dem Zweiten Weltkrieg verabschiedete Südbaden im Juli 1949 das erste badische Denkmalschutzgesetz. Als sich der dritte Landtag von Baden-Württemberg 1962 mit der landeseinheitlichen Gesetzgebung beschäftigte, diente es als Ausgangspunkt.